# Емил Франки
Люсиен-Жозеф-Емил Франкѝ (на френски: Lucien-Joseph-Émile Francqui) е белгийски армейски офицер, изследовател на Африка, политик.

## Ранни години (1863 – 1890)
Роден е на 25 юни 1863 година в Брюксел, Белгия. На 15-годишна възраст е изпратен във военно училище. През септември 1885 г. Франки, заедно с други млади офицери, е изпратен в Белгийско Конго от цар Леополд II и до 1890 извършва топографски заснемания на части от колонията.

## Експедиционна дейност (1891 – 1893)
От 1891 до 1893 се провежда голяма „научна“ белгийска експедиция, която прониква в областта Катанга (Шаба) в Южно Конго. За ръководител на експедицията е назначен капитан Люсиен Биа, за негов заместник и топограф Емил Франки, а за геолог Жул Корне.
Експедицията изследва вододела между горните течения на реките Лубилаш и Ломами, горното течение на река Луалаба и езерно-блатния район Комолондо. След пристигането си в Бункея (10°30′ ю. ш. 27°00′ и. д. / 10.5° ю. ш. 27° и. д.) експедицията се разделя на два отряда: Жул Корне се заема с геоложкото изследване на медните находища в Катанга, а Биа и Франки предприемат голям кръгов маршрут, като изследват горното течение на река Луапула, южната част на езерото Бангвеулу, южната част на езерото Мверу и горното течение на река Луфира. Скоро след завръщането им в Бункея Биа умира на 4 август 1892 и Франки поема ръководството на експедицията. Заедно с Корне на обратния път изследва и картира река Луалаба от извора ѝ до устието на левия ѝ приток река Лубуди (9°10′ ю. ш. 25°35′ и. д. / 9.166667° ю. ш. 25.583333° и. д.) и на 3 февруари 1893 се завръщат в Леополдвил (Киншаса).
В резултат от проведената експедиция са изяснени основните орографски въпроси в междуречието между Луалаба и Луапула и са проведени ценни геоложки изследвания в района на Катанга, които поставят началото на промишленото добиване на мед.

## Следващи години (1897 – 1935)
От 1897 до 1902 Франки е официален представител на белгийското правителство, който провежда преговори с упълномощени от императора китайски представители за проектирането и строежа на железопътни линии в Китай. Основен конкурент на белгийците в Китай са американците, представени от бъдещия си президент Хърбърт Хувър.
След края на Първата световна война Франки се отдава изцяло на обществено-политическа дейност. Участва в усъвършенстването и развитието на образователната и здравна система в Белгийско Конго. Лично той полага основния камък в изграждането на Институт по тропическа медицина в Брюксел, който през 1933 се премества в Антверпен. През 1932 основава фондация с цел насърчаване на фундаменталните научни изследвания в Белгия. Два пъти (1926 – 1927 и 1934 – 1935) е министър в правителството на Белгия.
Умира на 1 ноември 1935 година в Оверейсе на 72-годишна възраст.

## Признание
Неговото име носят:
- град Порт Франки (Илебо, (4°19′ ю. ш. 20°36′ и. д. / 4.316667° ю. ш. 20.6° и. д.), в Демократична Република Конго;
- планина Франки, в Демократична Република Конго;
- река Франки, в Демократична Република Конго.